# Israel Christian Gronau
Israel Christian Gronau (* 11. März 1714 in Kroppenstedt; † 11. Januar 1745 in New Ebenezer, Georgia) war ein deutscher Theologe, der von 1734 bis 1745 als lutherischer Pfarradjunkt der Salzburger Gemeinde in Ebenezer, Georgia, und später in New Ebenezer tätig war.

## Ausbildung und Berufsbeginn
Gronau wurde als Sohn des Henricus Gronau, Diakon in Kroppenstedt, und seiner Ehefrau Anna Margarete, geb. Lange, in eine weit verzweigte Familie lutherischer Theologen geboren. Im Alter von nur fünfzehn Jahren immatrikulierte er sich 1729 an der Universität Halle (Saale) für das Studium der Theologie. Bereits ab dem Folgejahr unterrichtete er studienbegleitend an der Lateinschule des zu den Franckeschen Stiftungen gehörigen Waisenhauses in Halle.

## Salzburger Emigranten
Gronau hatte im Jahr 1732 eine Gruppe von Salzburger Emigranten auf dem Landweg von Halle nach Ostpreußen begleitet, um ihnen auf dem Weg geistigen Beistand zu leisten und Unterricht zu erteilen. Anschließend war er zunächst nach Halle zurückgekehrt, er plante aber, als Lehrer nach Ostpreußen zurückzukehren.
Als Professor Gotthilf August Francke, der Leiter der Franckeschen Stiftungen, im Jahr 1733 auf Bitten des Seniors und Pfarrers an der St.-Anna-Kirche in Augsburg, Samuel Urlsperger, zwei Theologen suchte, die eine Gruppe von 78 Salzburger Emigranten in die britische Kolonie Georgia begleiten und als Seelsorger und Lehrer bei den Kolonisten bleiben sollten, sollte sich Gronaus Lebensplanung grundlegend ändern. Auf Franckes Empfehlung hin wurde Gronau auf die Stelle des Pfarradjunkten und Katecheten berufen, der den für das Amt des Pfarrers vorgesehenen Johann Martin Boltzius unterstützen sollte.
Urlsperger erteilte Gronau sehr konkrete Anweisungen für die Durchführung seiner Aufgabe. Er sollte den Kindern der Kolonisten das Lesen, Schreiben und Rechnen vermitteln und den Katechismusunterricht durchführen. Zur Vorbereitung legte ihm Urlsperger insbesondere die Werke der pietistischen Theologen Philipp Jacob Spener, Gotthilf August Francke, Johann Anastasius Freylinghausen und Johann Jakob Rambach ans Herz. Daneben erlegte er Gronau die Verpflichtung auf, ein Tagebuch zu führen und mit den Treuhändern für den Aufbau der Kolonie Georgia (Trustees for Establishing the Colony of Georgia in America), der Society for Promoting Christian Knowledge und Urlsperger regelmäßig zu korrespondieren.
Gronau begab sich mit Boltzius über Wernigerode, wo beide im November 1733 durch den Hofprediger Samuel Lau examiniert und ordiniert wurden, auf den Weg nach Rotterdam. Dort trafen sie die aus Augsburg kommenden Salzburger Kolonisten und begleiteten sie über Dover nach Charleston und Savannah.
General James Oglethorpe, der Repräsentant der Treuhänder für den Aufbau der Kolonie Georgia, wies den Siedlern ein nahe Savannah gelegenes Stück Land zu. Dort gründeten die Salzburger im Jahr 1734 den Ort Ebenezer. Erst zwei Jahre später konnte die Siedlung mit der Einwilligung Oglethorpes an einen klimatisch günstigeren Ort mit besserer Bodenqualität verlegt werden, der den Namen New Ebenezer erhielt.

## Verhältnis zu Boltzius
Während Boltzius von Anfang an großes Engagement und Organisationstalent entwickelte, zeigte sich, dass Gronau nur wenig Tatkraft besaß. Wenn Boltzius unterwegs war, verschob Gronau anstehende Entscheidungen möglichst bis zu dessen Rückkehr. Er fühlte sich der übernommenen Aufgabe nicht gewachsen und geriet darüber schon nach kurzer Zeit in tiefe Selbstzweifel. Er merkte auch, dass er Boltzius im Umgang mit Menschen unterlegen war.  Darüber hinaus war er nicht so belastbar wie sein älterer Kollege und trat ab 1736 wegen seiner schwächlichen Gesundheit immer mehr hinter diesem zurück.
Im Rahmen seiner Möglichkeiten unternahm Gronau jedoch alles, um Boltzius zu entlasten. Er hielt Schulunterricht, kümmerte sich um die Seelsorge in der Gemeinde und versorgte die Kranken. Die Führung des Amtstagebuchs übernahm er allerdings nur, wenn Boltzius verhindert war.
Das Verhältnis zwischen den beiden Geistlichen blieb trotz aller Unterschiede ungetrübt. Gronau verehrte den älteren Kollegen für seine Fähigkeiten und Boltzius ließ niemals seine Überlegenheit spüren. Es traf ihn sehr, als sein Kollege und Freund Gronau nach langer Krankheit starb.

## Familie
Gronau heiratete 1734 die Salzburger Emigrantin Catharina Kreher und festigte auf diese Weise das Band zu seiner Gemeinde. Da Boltzius im Folgejahr deren Schwester heiratete, wurden die beiden auch zu Schwägern. Aus Gronaus Ehe stammten vier Kinder, von denen zwei Töchter das Erwachsenenalter erreichten.